# Ismael Gibraltar
Ismael Gibraltar foi um almirante otomano ativo durante a Guerra da Independência da Grécia como comandante da frota egípcia.
Em agosto-outubro de 1821, após a eclosão da Guerra da Independência da Grécia, ele comandou a esquadra egípcia que se juntou à frota de Nasuhzade Ali Pasha. Depois de reconquistar Patras, em 1º de outubro, Ali enviou Ismael Gibraltar para o Golfo de Corinto, onde destruiu o porto comercial de Galaxidi; 34 navios foram capturados e o resto da frota da cidade, a maior no oeste da Grécia, queimou.
Em 1824, ele foi colocado pelo governante do Egito, Muhammad Ali, no comando de uma frota de três fragatas e dez saveiros, com cerca de 3.000 soldados albaneses, para capturar a ilha de Kasos, cujos habitantes haviam invadido a navegação otomana durante o período anterior anos. A força egípcia desembarcou em 19 de junho de 1824, pegando os Kasiots completamente inconscientes. Por apenas 30 baixas entre os albaneses, a ilha foi saqueada e destruída: 500 homens foram mortos e mais de 2.000 mulheres e crianças foram escravizadas.
Ele atuou como emissário de Muhammad Ali, para quem ele completou missões diplomáticas na Inglaterra, Suécia, Alemanha e Itália.
A data e as circunstâncias de sua morte são registradas de várias maneiras: de acordo com uma necrologia anônima, ele morreu em 1826 em um encontro militar com os gregos, não registrado em nenhum outro lugar; de acordo com outras fontes, ele morreu de doença durante seu retorno a Alexandria após as batalhas do outono de 1824 entre os gregos e os egipto-otomanos, ou seja, no final de 1824 ou no início de 1825.